# Мазури (Сілезьке воєводство)
Мазури (пол. Mazury) — село в Польщі, у гміні Почесна Ченстоховського повіту Сілезького воєводства.
Населення — 167 осіб (2011).
У 1975—1998 роках село належало до Ченстоховського воєводства.

## Демографія
Демографічна структура станом на 31 березня 2011 року:
|          | Загалом | Допрацездатний вік | Працездатний вік | Постпрацездатний вік |
| -------- | ------- | ------------------ | ---------------- | -------------------- |
| Чоловіки | 82      | 12                 | 60               | 10                   |
| Жінки    | 85      | 13                 | 44               | 28                   |
| Разом    | 167     | 25                 | 104              | 38                   |